# Sotta
Sotta is een gemeente in het Franse departement Corse-du-Sud (regio Corsica). De gemeente telde 1.866 inwoners op 1 januari 2022.

## Geografie
De oppervlakte van Sotta bedraagt 66,5 km², de bevolkingsdichtheid is 21 inwoners per km² (per 1 januari 2019).
De onderstaande kaart toont de ligging van Sotta met de belangrijkste infrastructuur en aangrenzende gemeenten.

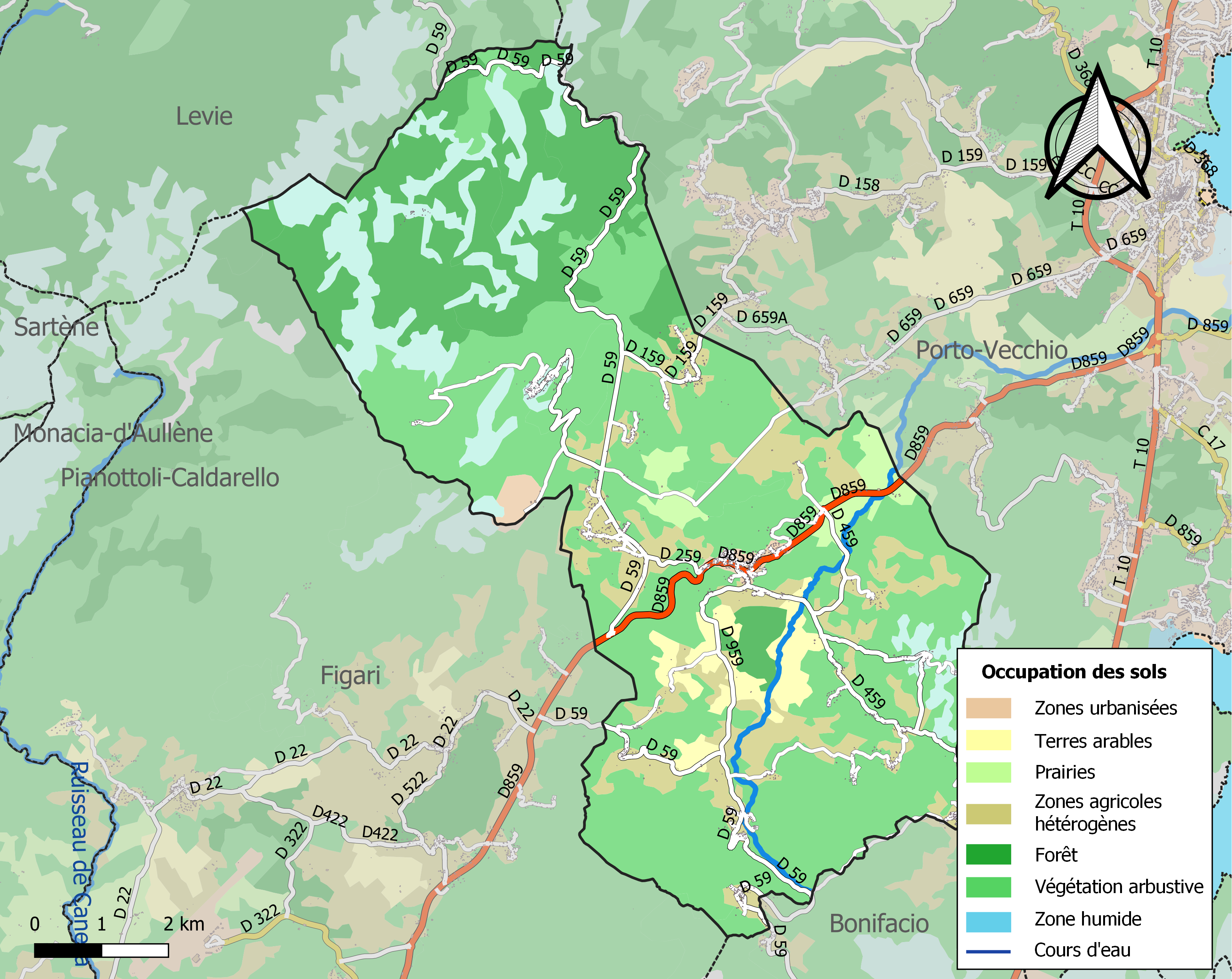

## Demografie
Onderstaande figuur toont het verloop van het inwonertal.
Vanwege een beveiligingsprobleem met de MediaWiki Graph-software is het momenteel niet mogelijk deze grafiek weer te geven. Zodra de software is bijgewerkt zal de grafiek vanzelf weer zichtbaar worden.